# فرودگاه بین‌المللی هونیارا
فرودگاه بین‌المللی هونیارا (به انگلیسی: Honiara International Airport) یک فرودگاه نظامی با کد یاتا HIR است که یک باند فرود آسفالت دارد و طول باند آن ۲۲۰۰ متر است. این فرودگاه در شهر گوادال‌کانال کشور جزایر سلیمان قرار دارد و در ارتفاع ۹ متری از سطح دریا واقع شده‌است.

## شرکت‌های هواپیمایی و مقصدهای پروازی

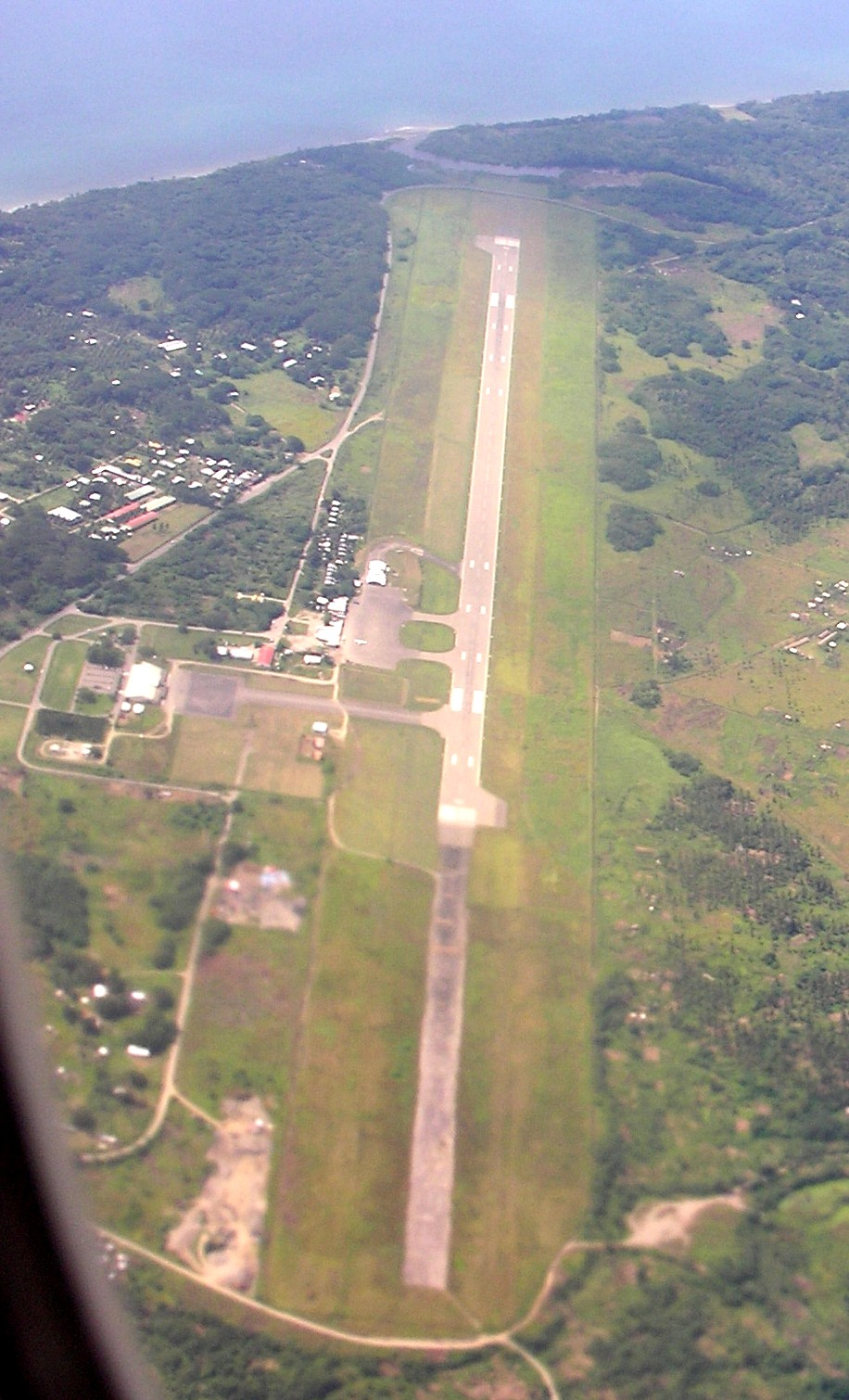
باند فرود فرودگاه بین‌المللی هونیارا

### مسافری
| شرکت‌های هواپیمایی | مقصدهای پروازی                                                                                             | Terminal      |
| ----------------- | --- | ------------- |
| ایر نیوگینی       | نادی، جکسنز                                                                                                | International |
| فیجی ایرویز       | نادی، باورفیلد                                                                                             | International |
| اور ایرلاین       | بریزبن، نائورو                                                                                             | International |
| Solomon Airlines  | بریزبن، نادی، باورفیلد، سیدنی                                                                              | International |
| Solomon Airlines  | افوتارا، اولاوا، Atoifi، اوکی، بلونا/انوا، فرا، نوساتوپ, Jajao, کاگاو، کیراکیرا، ماراو، راماتا، سق، سواناو | Domestic      |
| ویرجین استرالیا   | بریزبن | International |

### باری
| شرکت‌های هواپیمایی        | مقصدهای پروازی |
| ------------------------ | -------------- |
| HeavyLift Cargo Airlines | بریزبن، کنز    |
| پسیفیک ایر اکسپرس        | بریزبن         |